# Escola do Magistério Primário de Lisboa
A Escola do Magistério Primário de Lisboa (1930-1979) foi um estabelecimento especializado de formação de professores para o ensino primário (hoje 1.º ciclo do ensino básico) que funcionou na cidade de Lisboa. Foi criado por transformação da Escola Normal Primária de Lisboa, assumindo as funções de escola de referência nacional para aquele tipo de ensino. Foi extinta em 1979, transformando-se na actual Escola Superior de Educação de Lisboa, que absorveu as suas instalações e pessoal.